# Microbicida
Els microbicides són substàncies químiques que redueixen la capacitat infecciosa dels microbis o de les bacteries. Formen part de la família dels biocides. En moltes substàncies com ara pintures, detergents, xampús i cosmètics, els microbicides són ingredients necessaris per assegurar una vida llarga i bona qualitat del producte.
Pot contenir un ingredient actiu que bloqueja directament l'activitat de virus com el VIH, o pot actuar com a barrera física en el revestiment de les mucoses. Això podria aconseguir-se amb cremes, gels, films, anells vaginals d'alliberament prolongat, ènemes i supositoris. En el cas de microbicides per a malalties de transmissió sexual els estudis inicials buscaven microbicides eficaços que empressin un mecanisme d'acció, posteriorment, però, les proves clíniques cercaren combinar dos o més mecanismes d'acció per augmentar-ne l'eficacitat.